# Institut Bucerius pour la recherche de l'histoire et de la société allemandes contemporaines
L'Institut Bucerius pour la recherche de l'histoire et de la société allemandes contemporaines (Bucerius Institute for Research of Contemporary German History and Society) à l'Université de Haïfa a été créé en 2001 par le ZEIT-Stiftung Ebelin und Gerd Bucerius et son président, le professeur Dres. H.C. Manfred Lahnstein. L'Institut se consacre à l'étude et à la recherche de questions sociales et historiques concernant l'Allemagne contemporaine. Le fondateur et premier directeur de l'Institut a été le Professeur Yfaat Weiss, remplacée, depuis 2008, par le Dr. Amos Morris-Reich.

## Recherche
L'Institut encourage la recherche sur l'histoire contemporaine et la réalité sociale, culturelle et politique de l'Allemagne. Il invite la communauté universitaire à se familiariser avec l'Allemagne moderne. Il facilite également les échanges universitaires entre l'Allemagne, l'Europe et Israël.
La variété thématique et méthodologique des sujets proposés par le programme de l'Institut au cours de la dernière décennie, inclut les problèmes de l'identité, de la migration, de l'intégration, du multiculturalisme, de la citoyenneté et du libéralisme, de la «race», de l'histoire visuelle et de l'histoire des sciences dans un contexte à la fois allemand, israélien et européen . L'Institut Bucerius constitue une plateforme de recherches interdisciplinaires et méthodologiques, visant différentes périodes historiques et des contextes géographiques variés mettant en évidence les multiples aspects de l'histoire allemande et juive moderne telle qu'elle émerge de l'histoire complexe de l'Allemagne contemporaine.

L'Institut est devenu une source importante d'informations sur le développement de l'Allemagne et de l'Europe d'après-guerre. Cette information est mise au service des  étudiants et des universitaires de l'Université de Haïfa ainsi qu'à celui du grand public.

## Activités universitaires et publiques
L'Institut organise chaque année des conférences et des ateliers, tels que «l'expérience homosexuelle sous le Troisième Reich et durant l'Holocauste», ou «Le concept de "race" dans les sciences humaines», traitant d'un large éventail de sujets prêtant à discussions. De plus, sont invitées de nombreuses personnalités publiques allemandes telles que Rita Süssmuth, Josef Joffe et Wolf Biermann qui participent à des conférences organisées par l'Institut.
Occasionnellement, l'Institut organise des événements spéciaux, tels que des festivals de films et de spectacles musicaux, qui attirent un large public en dehors de l'Université. En 2007, l'Institut a participé à l'organisation d'un festival DEFA/RDA de films relatifs au «Cinéma allemand derrière le rideau de fer». En 2008, il a mis sur pied un drame musical intitulé "Marlene Dietrich: Mythe et Réalité".

## Bourses d'Études, Échanges Universitaires et Partenariat
L'Institut Bucerius propose aux étudiants de maîtrise ou de doctorat un programme d'échange actif avec bourses et subventions à la clé. 
L'Institut accueille de nombreux chercheurs qui y donnent conférences ou séminaires. Grâce à sa collaboration avec des chercheurs d'Israël et de l'étranger, l'Institut contribue à une meilleure compréhension de l'Allemagne contemporaine en Israël.
L'Institut Bucerius constitue une excellente plateforme de partenariat, d'échanges de points de vue et d'expériences entre différents établissements  de recherche internationaux, tels que l'Institut Leo Baeck, la Fondation allemande-israélienne (GIF) pour la recherche scientifique et le développement, l'Institut Simon Dubnov d'histoire et de culture juives, l'Institut de Hambourg pour la recherche sociale, l'Institut de l'Histoire des Juifs allemands, le Groupe de recherche «Didactique de la biologie» de l'Université d'Iéna, diverses fondations allemandes établies en Israël, ainsi que des instituts universitaires en Allemagne et en Israël.

## Publications
En Mars 2005, l'Institut Bucerius a publié un ouvrage intitulé «Mémoire et Amnésie: L'Holocauste en Allemagne", édité par Gilad Margalit et Yfaat Weiss (en hébreu). Ce volume représente le résultat d'un atelier de recherche hebdomadaire organisé en 2001/2002 par l'Institut de Bucerius avec la collaboration de chercheurs de premier ordre étudiant  les ramifications de l'Holocauste en Israël, en Allemagne, en Europe et aux États-Unis. L'atelier a utilisé l'historiographie et différents genres littéraires et cinématographiques pour analyser les narratifs des victimes et des agresseurs dans les textes sur l'Holocauste. Par ailleurs, certains textes tirés de la conférence "Israël et l'Europe : Vers où va-t-on?" concernant la «nouvelle migration», ont été inclus dans la «Publication Annuelle de l'Institut  Leo Baeck pour l'année 2004». Le professeur Weiss Yfaat a publié un article en collaboration avec le professeur Ulrich Bielefeld, l'éditorial du «Mittelweg 36" dans le Journal de l'Institut de recherche sociale de Hambourg, Annuaire 13 octobre / Novembre 2004".
De nombreux auteurs sont des membres associés de l'Institut qui travaillent sur l'histoire contemporaine de l'Allemagne et les relations entre Juifs et non-juifs en Allemagne, en Europe et en Israël.